# Tour of Guangxi 2023 (Frauen)
Die Tour of Guangxi 2023 war ein Eintagesrennen für Frauen. Es fand am 17. Oktober in China statt und war das letzte Rennen der UCI Women’s WorldTour 2023. Es handelte sich um die vierte Austragung des Rennens, das in den drei Jahren zuvor jeweils aufgrund der Corona-Pandemie abgesagt worden war.

## Teilnehmende Mannschaften
| UCI Women's WorldTeams (7)- FDJ-Suez - Human Powered Health - Israel-Premier Tech Roland - Liv Racing TeqFind - Team Jayco AlUla - UAE Team ADQ - Uno-X Pro Cycling Team UCI Women's Continental Teams (10)- Ara-Skip Capital - BTC City Ljubljana-Scott - Ceratizit-WNT Pro Cycling - China Liv Pro Cycling - Coop-Hitec Products - Duolar-Chevalmeire - Li Ning Star Ladies - Tashkent City Women Professional Cycling Team - Team Dukla Praha Women - Thailand Women's Cycling Team Nationalmannschaft- China |
| |

## Streckenführung
Die Tour of Guangxi fand am selben Tag wie die letzte Etappe der Tour of Guangxi 2023 für Männer statt. Der Parcours war derselbe, nur die ersten 20 km des Männer-Rennens entfielen. Das Rennen verlief in den als Weltkulturerbe geltenden Karstbergen im Kreis Yangshuo zu beiden Seiten des Flusses Li Jiang. Die höchsten Steigungen wurden 40 km vor dem Ziel bewältigt, das sich in der Stadt Guilin befindet.

## Rennverlauf und Ergebnis
Auf den zwei größten Steigungen unterwegs wurde eine Bergwertung ausgefahren, die Victoire Guilman gewann. Ungeachtet der Steigungen kamen gut sechzig Fahrerinnen geschlossen auf die Zielgerade. Den Sprint gewann Daria Pikulik, die ihre zwei World-Tour-Siege damit am ersten und am letzten Renntag der Saison einfuhr. Im Vorfeld war die fehlende Live-Übertragung des Rennens kritisiert worden, die eigentlich Voraussetzung für den World-Tour-Status ist.
| \| Gesamtwertung \| Gesamtwertung \| Gesamtwertung \| Gesamtwertung \| Gesamtwertung \| \| Fahrerin \| Fahrerin \| Land \| Team \| Zeit \| \| ------------- \| ------------------- \| ---------------- \| -------------------------- \| --------------- \| \| 1. \| Daria Pikulik \| Polen \| Human Powered Health \| 3 h 39 min 45 s \| \| 2. \| Chiara Consonni \| Italien \| UAE Team ADQ \| + 0 s \| \| 3. \| Mia Griffin \| Irland \| Israel-Premier Tech Roland \| + 0 s \| \| 4. \| Maggie Coles-Lyster \| Kanada \| Israel-Premier Tech Roland \| + 0 s \| \| 5. \| Tang Xin \| China \| China \| + 0 s \| \| 6. \| Marta Lach \| Polen \| Ceratizit-WNT Pro Cycling \| + 0 s \| \| 7. \| Vittoria Guazzini \| Italien \| FDJ-Suez \| + 0 s \| \| 8. \| Anniina Ahtosalo \| Finnland \| Uno-X Pro Cycling Team \| + 0 s \| \| 9. \| Taissa Naskowitsch \| Neutrales Banner \| Li Ning Star Ladies \| + 0 s \| \| 10. \| Emilia Fahlin \| Schweden \| FDJ-Suez \| + 0 s \| |                     |                  |                            |                 |
| |                     |                  |                            |                 |
| |                     |                  |                            |                 |
| Gesamtwertung |                     |                  |                            |                 |
| Fahrerin | Fahrerin            | Land             | Team                       | Zeit            |
| 1. | Daria Pikulik       | Polen            | Human Powered Health       | 3 h 39 min 45 s |
| 2. | Chiara Consonni     | Italien          | UAE Team ADQ               | + 0 s           |
| 3. | Mia Griffin         | Irland           | Israel-Premier Tech Roland | + 0 s           |
| 4. | Maggie Coles-Lyster | Kanada           | Israel-Premier Tech Roland | + 0 s           |
| 5. | Tang Xin            | China            | China                      | + 0 s           |
| 6. | Marta Lach          | Polen            | Ceratizit-WNT Pro Cycling  | + 0 s           |
| 7. | Vittoria Guazzini   | Italien          | FDJ-Suez                   | + 0 s           |
| 8. | Anniina Ahtosalo    | Finnland         | Uno-X Pro Cycling Team     | + 0 s           |
| 9. | Taissa Naskowitsch  | Neutrales Banner | Li Ning Star Ladies        | + 0 s           |
| 10. | Emilia Fahlin       | Schweden         | FDJ-Suez                   | + 0 s           |